# Albert 5. af Bayern
Albert 5. (født 29. februar 1528 – 24. oktober 1579; også skrevet Albrecht) var hertug af Bayern fra 1550 til sin død.
Han var gift med Anna af Habsburg, datter af kejser Ferdinand 1.
Albert var en streng katolik og en vigtig leder for den tyske modreformation.
Han fremmede også kunsten, og grundlagde en række samlinger, bl.a. Wittelsbachernes antiksamling, den ægyptiske samling, møntsamlingen og skatkammeret i residensen samt Wittelsbachernes hofbibliotek.
Albert er begravet i Frauenkirche i München.